# Universitat Agroecològica Nacional de Jitòmir
La Universitat Agroecològica Nacional de Jitòmir és l'única institució agrària d'educació superior amb un perfil ecològic a Ucraïna i l'única universitat amb estatus nacional a l'⁣óblast de Jitòmir. La Universitat ofereix especialitats en la majoria dels sectors econòmics nacionals en la Polèsia ucraïnesa (óblast de Jitòmir, Rivne i Volyn). La universitat compta amb uns 7.000 estudiants i es divideix en vuit facultats (Agronomia, Tecnologia de Producció i Processament Animal, Veterinària, Enginyeria Agrícola i Energètica, Ecologia i Dret, Silvicultura, Comptabilitat i Finances, Economia i Gestió) i 42 departaments.
La Universitat Agroecològica Nacional de Jitòmir es va convertir el 6 de juliol de 2017 a la primera entre les universitats agrícoles nacionals i la segona institució d'educació superior d'⁣Ucraïna a unir-se a la EUROSCI Network, una xarxa d'actors acadèmics internacionals que reuneix universitats, centres de recerca, departaments i grups d'experts amb un interès compartit a l'estudi de la Unió Europea i la integració europea des d'un punt de vista científic. Una prioritat de l'activitat internacional d'aquest centre és proporcionar als estudiants l'oportunitat d'estudiar les últimes tecnologies agrícoles i l'organització d'activitats comercials en el camp del desenvolupament agrícola a les economies agrícoles del Regne Unit, Alemanya, França, Dinamarca, Països Baixos, Polònia, i Estats Units.